# 埃莉·奥弗顿
埃莉·奥弗顿（英語：Elli Overton，1974年6月13日—），澳大利亚女子游泳运动员。她曾代表澳大利亚参加1994年英联邦运动会游泳比赛，获得二枚金牌、二枚银牌和二枚铜牌。